# Dirk Heidemann
Dirk Heidemann (Berlín, 18 de abril de 1961) es un exbailarín de salón profesional, modelo, escritor, entrenador de danza deportiva y coreógrafo alemán. Tiene varios años de experiencia en distintos campos de la danza.
Ganó el campeonato nacional juvenil varias veces y fue subcampeón del Campeonato alemán de bailes latinoamericanos. A los 17 años se convirtió en bailarín profesional, y en 1993 alcanzó la final campeonato mundial en la Copa Mundial de Freestyle de Danza latinoamericana.
Es entrenador de varias parejas campeonas del mundo, y como entrenador del equipo oficial de la Federación alemana de baile deportivo (DTV), preparó a Christoph Kies y Blanca Ribas Turón para ser campeones mundiales en la categoría 10-dance (estándar y latina) tres veces.
Desde 1999 ha tenido una posición de liderazgo en el «mundo de la danza» chino. Fue uno de los más populares coreógrafos y directores de arte para los espectáculos de presentación durante los Juegos Olímpicos del 2008. Su musical de baile deportivo The Red Skirt con miembros de la Academia de Baile de Beijing fue un gran éxito en 2001 y fue copiado varias veces. Dirk Heidemann ha aparecido en más de diez programas de conversación y noticias en la Televisión Central de China (CCTV).
Entre el 2006 y el 2010, Dirk Heidemann fue coreógrafo en dos programas de casting alemanes (You Can Dance en Sat.1, y German Idol (Deutschland sucht den Superstar) en RTL).
Entre la escena de la danza, es considerado como un icono de estilo y modelo con una mente creativa. Es autor artículos sobre el concursos de baile, trabaja como entrenador del equipo nacional alemán juvenil de danzas latinoamericanas y es profesor de baile competitivo en la Universidad Deportiva de Zheng Zhou, China.
Vive en Berlín.